# Глуховський сільський округ
Глухо́вський сільський округ (каз. Глухов ауылдық округі, рос. Глуховский сельский округ) — адміністративна одиниця у складі Бескарагайського району Абайської області Казахстану. Адміністративний центр — село Глуховка.
Населення — 2554 особи (2021; 2879 у 2009, 3202 у 1999, 3374 у 1989).
Станом на 1989 рік існувала Глуховська сільська рада (села Білокаменка, Бірлік, Глуховка, Жиланди, Стєклянка) ліквідованого Жанасемейського району. Село Аккульськ було ліквідоване 2017 року.

## Склад
До складу округу входять такі населені пункти:
| Населений пункт      | Старі назви | Населення, осіб (1989) | Населення, осіб (1999) | Населення, осіб (2009) | Населення, осіб (2021) |
| -------------------- | ----------- | ---------------------- | ---------------------- | ---------------------- | ---------------------- |
| Аккульськ, село      | -           | -                      | 27                     | 14                     | -                      |
| Білокаменка, село    | -           | 500                    | 427                    | 310                    | 293                    |
| Бірлік, село         | -           | 192                    | 213                    | 206                    | 120                    |
| Глуховка, село       | -           | 1428                   | 1400                   | 1300                   | 1247                   |
| Джеланди, село       | Жиланди     | 638                    | 507                    | 450                    | 413                    |
| Стара Крепость, село | -           | -                      | 100                    | 125                    | 132                    |
| --спортбаза Єлімай   | -           | -                      | -                      | -                      | 1                      |
| Стєклянка, село      | -           | 616                    | 528                    | 474                    | 348                    |